# Патентное дело
Патентное дело — система обеспечения изобретательской, рационализаторской и инновационной деятельности, представляющая из себя сеть экспертно-аналитических, правовых, консультационных, учебных, информационно-издательских и других институтов. «Система разработки и постановки продукции на производство» — подобным образом сформулирована одна из базовых функций патентной системы в названии ГОСТа Р15.11–96, регламентирующего проведение патентных исследований.
Патенты характеризуются признаком «территориальности» (они не бывают международными) и выдаются суверенными ведомствами. Исключением являются международные, или более правильно сказать — межгосударственные, патенты Европейского патентного ведомства (EPO) и Евразийского патентного ведомства (EAPO). Обеспечение и опосредование взаимодействия научно-исследовательских и инженерно-конструкторских коллективов или отдельных изобретателей с государством также входит в функции патентной системы. В России ведомством, представляющим государство, является Федеральная служба по интеллектуальной собственности (РОСПАТЕНТ), которая осуществляет функции по регистрации прав интеллектуальной собственности. При этом приём и экспертизу заявок на объекты патентного права, включая проведение патентного поиска и патентных исследований, выпуск официальных бюллетеней, рассмотрение возражений, библиотечное, библиографическое, справочно-информационное, научно-методическое обслуживание на базе российских и международных баз данных, проведение подготовительных работ для осуществления аттестации и регистрации патентных поверенных Российской Федерации — все эти и многие другие необходимые в патентном деле функции реализует Федеральный институт промышленной собственности (ФИПС), входящий в структуру Роспатента. Разработчики и изобретатели, в свою очередь, взаимодействуют с ФИПС напрямую или через патентных поверенных. В процессе разработок поддержку разработчикам и изобретателям могут оказывать патентоведы, патентные инженеры, многочисленные провайдеры консультационных, поисковых и аналитических услуг.

### Патентное дело в классификаторах
«Патентное дело. Изобретательство. Рационализаторство» — 85-й раздел классификатора ГРНТИ — Государственного рубрикатора научно-технической информации. Кроме того в новейшие версии классификатора введены дополнительные категории, связанные с наукой и техникой и соотносящиеся тематически с патентным делом:
- 06.81.23 Интеллектуальный капитал. Управление знаниями
- 10.23.45 Защита коммерческой тайны
- 10.35.55 Охрана секретов производства (ноу-хау)
- 81.93.29 Информационная безопасность. Защита информации.

В номенклатуре специальностей научных работников данная область знания встроена в специальность «08.00.05 Экономика и управление народным хозяйством», где среди прочих представлены специальности по управлению инновационным развитием, инновациями и интеллектуальной собственностью.
Универсальная десятичная классификация (УДК) большую часть вопросов, относящихся к патентному делу, раскрывает в рубриках 608 (Изобретения и открытия в области естественных и прикладных наук. Рационализаторские предложения. Патенты. Промышленные образцы. Товарные знаки) и 347.77 (Индустриальная (промышленная, научная) собственность и право собственности. Патентное право и право на товарный знак. Регистрация промышленных образцов, проектов, наименований и пр.). Отдельные смежные аспекты отнесены к рубрике 343.533 (Преступления против собственности в промышленности и в художественных ремеслах. Подделка патентов, фирменных товаров, товарных знаков, чертежей, товарных образцов, моделей. Недобросовестная конкуренция. Мошенническая реклама).